# Coupe de l'AFC 2009
Navigation
Édition précédente Édition suivante
La Coupe de l'AFC 2009 est la sixième édition de la Coupe de l'AFC, la compétition mise en place par l'AFC pour les meilleures équipes des pays classés comme en développement par la confédération asiatique et qui correspond au deuxième niveau dans la hiérarchie en Asie.
Plusieurs changements importants au niveau des clubs participants ont eu lieu à l'issue de l'édition 2008. L'extension de la Ligue des champions de l'AFC a provoqué la mise en place d'un tour préliminaire dont les trois perdants sont reversés en Coupe de l'AFC. De plus, le nombre de clubs engagés en Coupe de l'AFC passe  à 32, pour se calquer sur le modèle de la Ligue des champions. Il y a donc huit groupes lors de la phase de poules et un tour supplémentaire (les huitièmes de finale) est ajouté en phase finale.
Plusieurs nations auparavant inscrites en Ligue des champions doivent s'aligner en Coupe de l'AFC, c'est le cas du Koweit, de la Syrie, du Viêt-Nam, de la Thaïlande et de l'Irak. Trois équipes qui devaient participer au tour préliminaire de Ligue des champions ont été directement reversées en Coupe de l'AFC car elles ne répondaient pas aux critères d'engagement décrits par l'AFC. Il s'agit d'Al Muharraq Club, du Safa Beyrouth et du Binh Duong FC.
C'est le club du Koweït SC qui remporte la compétition après sa victoire en finale face aux Syriens d'Al-Karamah SC. C'est le premier titre continental du club, qui obtient du même coup sa qualification pour la prochaine Ligue des champions de l'AFC, tout comme le finaliste malheureux, Al-Karamah SC.

## Participants
| - Al Muharraq Club - Vainqueur de la Coupe de l'AFC 2008 - Busaiteen Club - Vice-champion du Bahreïn 2007-2008 - Mohun Bagan - Vainqueur de la Coupe d'Inde 2008 - Arbil SC - Champion d'Irak 2007-2008 - Al-Zawra'a SC - Finaliste du championnat d'Irak 2007-2008 - Al-Weehdat Club - Champion de Jordanie 2007-2008 - Al-Faisaly Club - Vainqueur de la Coupe de Jordanie 2008 - Koweït SC - Champion du Koweït 2007-2008 - Al Arabi SC - Vainqueur de la Coupe du Koweït 2008 - Safa Beyrouth - Finaliste de la Coupe de l'AFC 2008 - Al Ahed Beyrouth - Champion du Liban 2007-2008 - Al Mabarrah Beyrouth - Vainqueur de la Coupe du Liban 2007-2008 - Al Oruba Sur - Champion d'Oman 2007-2008 - Al-Suwaiq - Vainqueur de la Coupe d'Oman 2008 - Al-Karamah SC - Champion de Syrie 2007-2008 - Al Majd Damas - Vice-champion de Syrie 2007-2008 - Neftchi Ferghana - 3e du championnat d'Ouzbekistan 2008 - Al Hilal Hudaydah - Champion du Yémen 2008 - Al-Tilal SC - Vainqueur de la Coupe du Yémen 2007 - Dempo SC - Champion d'Inde 2007-2008 et perdant du barrage de Ligue des champions | - PSMS Medan - Vice-champion d'Indonésie 2007 et perdant du barrage de Ligue des champions - South China AA - Champion de Hong Kong 2007-2008 - Eastern AA - Vainqueur du Hong Kong Senior Shield 2007-2008 - Kedah FA - Champion de Malaisie 2007-2008 - Johor FC - 3e du championnat de Malaisie 2007-2008 - Club Valencia - Champion des Maldives 2008 - VB Sports Club - Vainqueur de la Coupe des Maldives 2008 - Home United FC - 3e du championnat de Singapour 2008 - Provincial Electrical Authority - Champion de Thaïlande 2008 et perdant du barrage de Ligue des champions - Chonburi FC - Vice-champion de Thaïlande 2008 - Binh Duong FC - Champion du Viêt Nam 2008 - Hanoi ACB - Vainqueur de la Coupe du Viêt Nam 2007-2008 |

## Phase de groupes
Toutes les équipes participantes sont réparties dans huit groupes, qui compte quatre formations chacun. Les clubs d'Asie de l'Ouest sont dans les groupes A, B, C, D et E tandis que ceux d'Asie de l'Est sont dans les groupes F, G et H. Les deux premiers de chaque poule se qualifient pour les huitièmes de finale. Chaque groupe se déroule sur la base de matchs aller-retour. Les rencontres ont lieu entre le 10 mars et le 19 mai 2009.

### Groupe A
| Rang | Équipe           | Pts | J | G | N | P | Bp | Bc | Diff |  | Résultats (▼ dom., ► ext.) |     |     |     |     |
| ---- | ---------------- | --- | - | - | - | - | -- | -- | ---- |  | -------------------------- | --- | --- | --- | --- |
| 1    | Busaiteen Club   | 12  | 6 | 3 | 3 | 0 | 14 | 7  | +7   |  | Busaiteen Club             |     | 2-2 | 4-2 | 3-0 |
| 2    | Neftchi Ferghana | 11  | 6 | 3 | 2 | 1 | 12 | 9  | +3   |  | Neftchi Ferghana           | 1-1 |     | 2-1 | 1-0 |
| 3    | Al Ahed Beyrouth | 7   | 6 | 2 | 1 | 3 | 13 | 10 | +3   |  | Al Ahed Beyrouth           | 1-1 | 5-1 |     | 3-0 |
| 4    | Al-Tilal SC      | 3   | 6 | 1 | 0 | 5 | 3  | 16 | -13  |  | Al-Tilal SC                | 1-3 | 0-5 | 2-1 |     |

### Groupe B
| Rang | Équipe            | Pts | J | G | N | P | Bp | Bc | Diff |  | Résultats (▼ dom., ► ext.) |     |     |     |     |
| ---- | ----------------- | --- | - | - | - | - | -- | -- | ---- |  | -------------------------- | --- | --- | --- | --- |
| 1    | Al-Zawra'a SC     | 13  | 6 | 4 | 1 | 1 | 8  | 3  | +5   |  | Al-Zawra'a SC              |     | 2-1 | 2-0 | 2-0 |
| 2    | Safa Beyrouth     | 12  | 6 | 4 | 0 | 2 | 5  | 3  | +2   |  | Safa Beyrouth              | 1-0 |     | 0-1 | 1-0 |
| 3    | Al Hilal Hudaydah | 7   | 6 | 2 | 1 | 3 | 5  | 7  | -2   |  | Al Hilal Hudaydah          | 1-1 | 0-1 |     | 2-0 |
| 4    | Al-Suwaiq         | 3   | 6 | 1 | 0 | 5 | 3  | 8  | -5   |  | Al-Suwaiq                  | 0-1 | 0-1 | 3-1 |     |

### Groupe C
| Rang | Équipe               | Pts | J | G | N | P | Bp | Bc | Diff |  | Résultats (▼ dom., ► ext.) |     |     |     |     |
| ---- | -------------------- | --- | - | - | - | - | -- | -- | ---- |  | -------------------------- | --- | --- | --- | --- |
| 1    | Al Arabi SC          | 11  | 6 | 3 | 2 | 1 | 11 | 6  | +5   |  | Al Arabi SC                |     | 2-0 | 2-0 | 4-2 |
| 2    | Arbil SC             | 8   | 6 | 2 | 2 | 2 | 8  | 7  | +1   |  | Arbil SC                   | 1-1 |     | 3-0 | 3-2 |
| 3    | Al Oruba Sur         | 8   | 6 | 2 | 2 | 2 | 6  | 7  | -1   |  | Al Oruba Sur               | 1-1 | 1-1 |     | 3-0 |
| 4    | Al Mabarrah Beyrouth | 6   | 6 | 2 | 0 | 4 | 7  | 12 | -5   |  | Al Mabarrah Beyrouth       | 2-1 | 1-0 | 0-1 |     |

### Groupe D
| Rang | Équipe          | Pts | J | G | N | P | Bp | Bc | Diff |  | Résultats (▼ dom., ► ext.) |     |     |     |     |
| ---- | --------------- | --- | - | - | - | - | -- | -- | ---- |  | -------------------------- | --- | --- | --- | --- |
| 1    | Koweït SC       | 13  | 6 | 4 | 1 | 1 | 12 | 4  | +8   |  | Koweït SC                  |     | 2-1 | 1-0 | 6-0 |
| 2    | Al-Karamah SC   | 12  | 6 | 4 | 0 | 2 | 12 | 7  | +5   |  | Al-Karamah SC              | 2-1 |     | 3-1 | 1-0 |
| 3    | Al-Weehdat Club | 10  | 6 | 3 | 1 | 2 | 12 | 7  | +5   |  | Al-Weehdat Club            | 1-1 | 3-1 |     | 5-0 |
| 4    | Mohun Bagan     | 0   | 6 | 0 | 0 | 6 | 1  | 19 | -18  |  | Mohun Bagan                | 0-1 | 0-4 | 1-2 |     |

### Groupe E
| Rang | Équipe            | Pts | J | G | N | P | Bp | Bc | Diff |  | Résultats (▼ dom., ► ext.) |     |     |     |     |
| ---- | ----------------- | --- | - | - | - | - | -- | -- | ---- |  | -------------------------- | --- | --- | --- | --- |
| 1    | Al Majd Damas     | 13  | 6 | 4 | 1 | 1 | 12 | 9  | +3   |  | Al Majd Damas              |     | 2-1 | 1-1 | 4-3 |
| 2    | Dempo SC          | 10  | 6 | 3 | 1 | 2 | 10 | 8  | +2   |  | Dempo SC                   | 1-0 |     | 0-1 | 3-1 |
| 3    | Al Muharraq ClubT | 6   | 6 | 1 | 3 | 2 | 7  | 8  | -1   |  | Al Muharraq ClubT          | 2-3 | 1-1 |     | 0-0 |
| 4    | Al-Faisaly Club   | 4   | 6 | 1 | 1 | 4 | 11 | 15 | -4   |  | Al-Faisaly Club            | 1-2 | 3-4 | 3-2 |     |

### Groupe F
| Rang | Équipe         | Pts | J | G | N | P | Bp | Bc | Diff |  | Résultats (▼ dom., ► ext.) |     |     |     |     |
| ---- | -------------- | --- | - | - | - | - | -- | -- | ---- |  | -------------------------- | --- | --- | --- | --- |
| 1    | South China AA | 16  | 6 | 5 | 1 | 0 | 15 | 5  | +10  |  | South China AA             |     | 3-0 | 2-1 | 2-0 |
| 2    | PSMS Medan     | 13  | 6 | 4 | 1 | 1 | 9  | 7  | +2   |  | PSMS Medan                 | 2-2 |     | 1-0 | 3-1 |
| 3    | VB Sports Club | 4   | 6 | 1 | 1 | 4 | 5  | 7  | -2   |  | VB Sports Club             | 1-2 | 1-2 |     | 2-0 |
| 4    | Johor FC       | 1   | 6 | 0 | 1 | 5 | 2  | 12 | -10  |  | Johor FC                   | 1-4 | 0-1 | 0-0 |     |

### Groupe G
| Rang | Équipe      | Pts | J | G | N | P | Bp | Bc | Diff |  | Résultats (▼ dom., ► ext.) |     |     |     |     |
| ---- | ----------- | --- | - | - | - | - | -- | -- | ---- |  | -------------------------- | --- | --- | --- | --- |
| 1    | Chonburi FC | 15  | 6 | 5 | 0 | 1 | 17 | 4  | +13  |  | Chonburi FC                |     | 3-1 | 4-1 | 6-0 |
| 2    | Kedah FA    | 7   | 6 | 2 | 1 | 3 | 14 | 10 | +4   |  | Kedah FA                   | 0-1 |     | 2-0 | 7-0 |
| 3    | Eastern AA  | 7   | 6 | 2 | 1 | 3 | 9  | 13 | -4   |  | Eastern AA                 | 2-1 | 3-3 |     | 3-0 |
| 4    | Hanoi ACB   | 6   | 6 | 2 | 0 | 4 | 6  | 19 | -13  |  | Hanoi ACB                  | 0-2 | 3-1 | 3-0 |     |

### Groupe H
| Rang | Équipe                          | Pts | J | G | N | P | Bp | Bc | Diff |  | Résultats (▼ dom., ► ext.)      |     |     |     |     |
| ---- | ------------------------------- | --- | - | - | - | - | -- | -- | ---- |  | ------------------------------- | --- | --- | --- | --- |
| 1    | Binh Duong FC                   | 13  | 6 | 4 | 1 | 1 | 15 | 4  | +11  |  | Binh Duong FC                   |     | 2-0 | 1-1 | 3-0 |
| 2    | Home United FC                  | 12  | 6 | 4 | 0 | 2 | 12 | 7  | +5   |  | Home United FC                  | 2-1 |     | 3-1 | 5-1 |
| 3    | Provincial Electrical Authority | 10  | 6 | 3 | 1 | 2 | 12 | 10 | +2   |  | Provincial Electrical Authority | 1-3 | 2-1 |     | 4-1 |
| 4    | Club Valencia                   | 0   | 6 | 0 | 0 | 6 | 3  | 21 | -18  |  | Club Valencia                   | 0-5 | 0-1 | 1-3 |     |

## Phase finale à élimination directe

### Huitièmes de finale
Les huitièmes de finale opposent un premier de groupe à un deuxième d'un autre groupe et se déroule sur un match simple, sur le terrain du premier de groupe. La répartition entre Asie de l'Ouest et Asie de l'Est est encore conservée à ce stade de la compétition.

#### Asie de l'Ouest
| Équipe 1       | Résultat      | Équipe 2         |
| -------------- | ------------- | ---------------- |
| Busaiteen Club | 1 - 2 ap      | Al-Karamah SC    |
| Al-Zawra'a SC  | 1 - 3         | Arbil SC         |
| Al Arabi SC    | 2 - 1 ap      | Safa Beyrouth    |
| Koweït SC      | 3 - 1         | Dempo SC         |
| Al Majd Damas  | 0 - 0 1-3 tab | Neftchi Ferghana |

#### Asie de l'Est
| Équipe 1       | Résultat | Équipe 2       |
| -------------- | -------- | -------------- |
| South China AA | 4 - 0    | Home United FC |
| Chonburi FC    | 4 - 0    | PSMS Medan     |
| Binh Duong FC  | 8 - 2    | Kedah FA       |

### Tableau final
|  | Quarts de finale        | Quarts de finale        | Quarts de finale        | Quarts de finale        |               |               | Demi-finales          | Demi-finales          | Demi-finales          | Demi-finales          |  |  | Finale          | Finale          | Finale          | Finale          |
|  |                         |                         |                         |                         |               |               |                       |                       |                       |                       |  |  |                 |                 |                 |                 |
|  | 15 et 30 septembre 2009 | 15 et 30 septembre 2009 | 15 et 30 septembre 2009 | 15 et 30 septembre 2009 |               |               | 15 et 21 octobre 2009 | 15 et 21 octobre 2009 | 15 et 21 octobre 2009 | 15 et 21 octobre 2009 |  |  | 3 novembre 2009 | 3 novembre 2009 | 3 novembre 2009 | 3 novembre 2009 |
|  | 15 et 30 septembre 2009 | 15 et 30 septembre 2009 | 15 et 30 septembre 2009 | 15 et 30 septembre 2009 |               |               | 15 et 21 octobre 2009 | 15 et 21 octobre 2009 | 15 et 21 octobre 2009 | 15 et 21 octobre 2009 |  |  | 3 novembre 2009 | 3 novembre 2009 | 3 novembre 2009 | 3 novembre 2009 |
|  | Koweït SC               | Koweït SC               | 1                       | 1                       |               |               | 15 et 21 octobre 2009 | 15 et 21 octobre 2009 | 15 et 21 octobre 2009 | 15 et 21 octobre 2009 |  |  | 3 novembre 2009 | 3 novembre 2009 | 3 novembre 2009 | 3 novembre 2009 |
|  | Koweït SC               | Koweït SC               | 1                       | 1                       |               |               | 15 et 21 octobre 2009 | 15 et 21 octobre 2009 | 15 et 21 octobre 2009 | 15 et 21 octobre 2009 |  |  | 3 novembre 2009 | 3 novembre 2009 | 3 novembre 2009 | 3 novembre 2009 |
|  | Arbil SC                | Arbil SC                | 1                       | 0                       |               |               | 15 et 21 octobre 2009 | 15 et 21 octobre 2009 | 15 et 21 octobre 2009 | 15 et 21 octobre 2009 |  |  | 3 novembre 2009 | 3 novembre 2009 | 3 novembre 2009 | 3 novembre 2009 |
|  | Arbil SC                | Arbil SC                | 1                       | 0                       | Koweït SC     | Koweït SC     | 2                     | 1                     |                       |                       |  |  | 3 novembre 2009 | 3 novembre 2009 | 3 novembre 2009 | 3 novembre 2009 |
|  | 15 et 30 septembre 2009 |                         |                         |                         | Koweït SC     | Koweït SC     | 2                     | 1                     |                       |                       |  |  | 3 novembre 2009 | 3 novembre 2009 | 3 novembre 2009 | 3 novembre 2009 |
|  |                         |                         | South China AA          | South China AA          | 1             | 0             |                       |                       |                       |                       |  |  | 3 novembre 2009 | 3 novembre 2009 | 3 novembre 2009 | 3 novembre 2009 |
|  | Neftchi Ferghana        | Neftchi Ferghana        | South China AA          | South China AA          | 1             | 0             | 5                     | 0                     |                       |                       |  |  | 3 novembre 2009 | 3 novembre 2009 | 3 novembre 2009 | 3 novembre 2009 |
|  | Neftchi Ferghana        | Neftchi Ferghana        | 15 et 21 octobre 2009   |                         |               |               | 5                     | 0                     |                       |                       |  |  | 3 novembre 2009 | 3 novembre 2009 | 3 novembre 2009 | 3 novembre 2009 |
|  | South China AA          | South China AA          | 4                       | 1                       |               |               |                       |                       |                       |                       |  |  | 3 novembre 2009 | 3 novembre 2009 | 3 novembre 2009 | 3 novembre 2009 |
|  | South China AA          | South China AA          | 4                       | 1                       | Koweït SC     | Koweït SC     | 2                     | 2                     |                       |                       |  |  |                 |                 |                 |                 |
|  | 15 et 30 septembre 2009 |                         |                         |                         | Koweït SC     | Koweït SC     | 2                     | 2                     |                       |                       |  |  |                 |                 |                 |                 |
|  |                         |                         | Al-Karamah SC           | Al-Karamah SC           | 1             | 1             |                       |                       |                       |                       |  |  |                 |                 |                 |                 |
|  | Chonburi FC             | Chonburi FC             | Al-Karamah SC           | Al-Karamah SC           | 1             | 1             | 2                     | 0                     |                       |                       |  |  |                 |                 |                 |                 |
|  | Chonburi FC             | Chonburi FC             |                         |                         |               |               |                       |                       |                       |                       |  |  |                 |                 |                 |                 |
|  | Binh Duong FC           | Binh Duong FC           | 2                       | 2                       |               |               |                       |                       |                       |                       |  |  |                 |                 |                 |                 |
|  | Binh Duong FC           | Binh Duong FC           | 2                       | 2                       | Binh Duong FC | Binh Duong FC | 2                     | 0                     |                       |                       |  |  |                 |                 |                 |                 |
|  | 15 et 30 septembre 2009 |                         |                         |                         | Binh Duong FC | Binh Duong FC | 2                     | 0                     |                       |                       |  |  |                 |                 |                 |                 |
|  |                         |                         | Al-Karamah SC           | Al-Karamah SC           | 1             | 3             |                       |                       |                       |                       |  |  |                 |                 |                 |                 |
|  | Al-Karamah SC tab       | Al-Karamah SC tab       | Al-Karamah SC           | Al-Karamah SC           | 1             | 3             | 0                     | 0 (5)                 |                       |                       |  |  |                 |                 |                 |                 |
|  | Al-Karamah SC tab       | Al-Karamah SC tab       |                         |                         |               |               |                       | 0 (5)                 |                       |                       |  |  |                 |                 |                 |                 |
|  | Al Arabi SC             | Al Arabi SC             | 0                       | 0 (4)                   |               |               |                       |                       |                       |                       |  |  |                 |                 |                 |                 |
|  | Al Arabi SC             | Al Arabi SC             | 0                       | 0 (4)                   |               |               |                       |                       |                       |                       |  |  |                 |                 |                 |                 |
|  |                         |                         |                         |                         |               |               |                       |                       |                       |                       |  |  |                 |                 |                 |                 |

| 3 novembre 2009 | Koweït SC                  | 2 - 1 | Al-Karamah SC | Al Kuwait Sports Club Stadium, Koweit City     |                                                |
| 19:30           | Hakem 16e · Sulaiman 90+4e |       | Al Shbli 82e  | Spectateurs : 17 400 Arbitrage : Masoud Moradi | Spectateurs : 17 400 Arbitrage : Masoud Moradi |

## Meilleurs buteurs
- 8 buts :
  -  Robert Akaruye
  -  Mohamad Hamwi
  -  Jehad Al-Hussain
  -  Huỳnh Kesley Alves

- 7 buts :
  -  Cacá

- 6 buts :
  -  Mohamed Koné
  -  Alisher Halikov